# Tudor Ghideanu
Tudor Ghideanu (n. 30 martie 1938, Cordun, Roman, România – d. 2 august 2022) a fost un filozof și eseist, profesor universitar la Universitatea „Alexandru Ioan Cuza” din Iași. A colaborat la realizarea unor lucrări de referință, printre care Istoria filosofiei românești (Editura Academiei, 1985).

## Biografie
Urmează Școala primară la Cordun, studiile gimnaziale și liceale la Roman, Liceul Roman-Vodă (1958). Este admis primul la Facultatea de Filosofie a Universității Al.I.Cuza din Iași. În sesiunea iunie-iulie 1963 obține Diploma de merit (nr. 5010), fiind șef de promoție pe țară și devine diplomat în filosofie; în același an (1963) se căsătorește cu Adela Gafița, profesor de limba română. Din această căsătorie s-au născut patru copii: doi băieți (Bogdan și Preda) și două fete (Carmen și Alina).
În anul 1966 cunoaște debutul literar în Iașul Literar cu Fugile și Minciuni pozitive. La 20 iulie 1972 susține teza Curentul fenomenologic în filosofia franceză contemporană, și este numit doctor în filozofie. La 9 februarie 1977 primește titlul de conferențiar doctor titular la disciplinele: Istoria filosofiei contemporane și Istoria filosofiei românești, și devine șeful catedrei de Filosofie al Facultății de Filosofie din cadrul Universității Al.I.Cuza din Iași, până la 1 martie 1985. În octombrie 1983 participă la Congresul de filosofie de la Jena. Autor a zeci de articole și studii de specialitate, publicate în Cronica, Convorbiri literare, Ateneu, Tribuna, Revista de Filosofie.

## Lucrări publicate
- Percepție și morală în fenomenologia franceză, Ed. Științifică și Enciclopedică, București 1979
- Conștiința filosofică de la Husserl la Teilhard de Chardin, Ed. Junimea, Iași 1981
- Anamnesis sau Treptele aducerii aminte, Ed. Junimea, Iași 1987
- Temeiuri critice ale creației, Ed.Științifică și Enciclopedică, București 1988 ( Premiul Vasile Conta al Academiei Române)
- Terra Genitrix – Simțire și cugetare românească, Ed. Institutului Național pentru Societatea și Cultura Română, Iași 1998
- Ekpirosis sau Posesia focului, Ed. Institutului Național 1999
- Odysseea conștiinței filosofice moderne vol.I – de la Kant la Nietzsche, Ed. Junimea, Iași 2000
- Odysseea conștiinței filosofice contemporane vol.II – de la Pragmatism la Husserl (Fenomenologie), Ed. Junimea, Iași,  2000
- Odysseea conștiinței filosofice contemporane vol.III – de la Heidegger la Postomodernism, Ed. Junimea, Iași,  2000, ediția a II-a 2003
- Filosofia modernă și postmodernă (format academic), Ed. Junimea 2003
- Filosofia lui Eminescu,  Ed. Cronica, Iași 2004
- Logosul afirmației, Ed.Lumen, Iași 2007
- Filosofia statului și societății civile în viziunea lui Hegel, Ed. Vasiliana, Iași 2006
- Spiritul legii în iluminismul francez, Ed. Vasiliana, Iași 2006
- Tinerețea filosofică după Mircea Vulcănescu, Ed. Vasiliana, Iași 2009
- Dreptatea - O interogație deschisă, Ed. Vasiliana, Iași 2004
- Rătăcirile epistemologice ale empirismului, Ed. Studis, Iași 2011
- Ce mult te-am iubit, Eli  (eseu despre Mircea Eliade), Ed. Studis, Iași 2013
- În peștera lui Platon nu se naște Christ, Princeps-Edit, Iași 2014.
- Existențialismul – Comedia umanistă a secolului XX, Ed. Moldova, Iași, 1999
- Melchisedec, lumina Ortodoxiei românești, Ed. Mușatinia, Roman 2009, ISBN 978-973-87777-5-0
- Autocefalie și patriarhie Ed. Mușatinia, Roman 2010, ISBN 978-606-8203-00-3
- Chivotul syncategorematelor și infinitul (Teorema Tetractis și aplicațiile ei cibernetice), Ed. Mușatinia, Roman 2010, ISBN 978-606-8203-02-7
- Rătăcirile epistemologice ale empirismului pragmatic Ed. StudIs, Iași 2011

Reeditări
- Chronica Romanului și a Episcopiei de Roman, autor Melchisedec Ștefănescu, ediție îngriită, studiu introductiv, transliterare, note și comentarii, prof. univ. dr. Tudor Ghideanu, 450 p. Ed. Mușatinia, Roman 2008 ISBN 978-973-87777-2-9

Coordonator Masterat: Filosofie Creștină - Universitatea „Al. I. Cuza” Iași
- Splendoarea bucuriei în ontologia trinității, Ed. Lumen, Iași, 2008
- Sensul teandric al iubirii, Ed. lumen, Iași, 2007
- Melchisedec al României, Ed. lumen, iași, 2007
- Adversus haereses, vol.I, II, III, IV – filosofie creștină și dialog cultural, 2007-2010
- Filosofia criteriului și timpul funciar, Ed. Ștefan Lupașcu, Iași 2008

## Premii
Pentru contribuția sa la elaborarea și coordonarea mai multor volume
colective, între care și sinteza Istoria filosofiei românești, Editura Academiei
Române (1985) va primi premiul Vasile Conta, acordat de Academia
Română în anul 1990.

## Afilieri
- Din 1992  membru al Institutului Mondial de Fenomenologie[2] din S.U.A.
- Membru fondator al Societății Culturale George Radu Melidon din Roman[2], 2009

## Controversă
"Cum rimau toate acestea (...) cu rugămintea apăsată, pe care mi-o adresase cu câteva luni în urmă, de a nu denunța plagiatul și impostura lui Tudor Gideanu, șef de catedră (?) la Facultatea de Filozofie din Iași, în marginea lui Heidegger și a filosofiei contemporane în genere...?" 
Gabriel Liiceanu - Jurnalul de la Păltiniș (iulie 1981)